# Август фон Макензен
Август фон Макензен (нім. August von Mackensen, 1849—1945) — німецький військовий діяч, генерал-фельдмаршал. Уславився під час Першої світової війни, коли здобув ряд перемог (Танненберг, Горлицький прорив). Був дуже популярним у післявоєнній Німеччині.

## Біографія
Народився в сім'ї управителя поміщицького маєтку в Саксонії. 
У німецькому війську служив з 1869 року. Учасник франко-прусської війни 1870-1871 років. Після війни служив у кавалерії. Із 1876 року — ад'ютант 1-ї кавалерійської бригади в Кенігсберзі, з 1880 року — офіцер Генерального штабу, з 1887 року — командир кавалерійського ескадрону, із 1888 року — заступник начальника штабу 4-ї кавалерійської дивізії.
У 1891-1893 роках був ад'ютантом начальника Генерального штабу генерала Шліффена. 1894 року очолив елітний 1-й Лейб-гусарський кавалерійський полк. Пізніше став флігель-ад'ютантом кайзера Вільгельма ІІ. Із 1900 року командував кавалерійською бригадою, із 1903 року — 36-ю дивізією. 
У 1908 році був призначений командиром 17-го армійського корпусу у Східній Пруссії. На цій прсаді Макензен зустрів початок Першої світової війни. 
У серпні 1914 року на чолі свого корпусу взяв участь у битві при Гумбіненні. Під час цього бою корпус Макензена невдало атакував російські війська генерала Ренненкампфа і відступив з великими втратами. У битві під Танненбергом Макензен діяв рішуче і розгромив російський 6-й армійський корпус і замкнув кільце оточення над 2-ю армією генерала Самсонова. 
8 жовтня 1914 року Макезен очолив ударну групу із 17-го, 20-го і Зведеного армійських корпусів. Ця група невдало намагалася наступати на Варшаву. 
Із 11 листопада 1914 року — командувач 9-ї німецької армії. На чолі неї брав участь у наступі на Лодзь. 
Із 16 квітня 1915 року — командувач 11-ї армії. Прорвав російський фронт біля Горлиці і за кілька тижнів витіснив росіян із Галичини, захопив Перемишль та Львів. 
5 липня 1915 року очолив групу армій «Макензен». На цій посаді відзначився у 1916 році, коли захопив більшу частину території Румунії. Із 11 травня 1918 року командував німецькими окупаційними військами в Румунії. 
Після поразки Німеччини Макезен був інтернований союзниками. Лише наприкінці 1919 року він повернувся в Німеччину, де вийшов у відставку. 
Був дуже популярний у післявоєнній Німеччині. Нацисти називали його національним героєм, але сам Макензен всіляко дистанціювався від режиму Гітлера. Написав мемуари.

## Військові звання
- Однорічний доброволець (1869)
- Віце-вахмістр (5 жовтня 1870)
- Другий лейтенант (3 грудня 1870)
- Перший лейтенант (9 липня 1878)
- Ротмістр (21 вересня 1882)
- Майор (15 жовтня 1888)
- Оберст-лейтенант (27 січня 1894)
- Оберст (22 березня 1897)
- Генерал-майор (18 квітня 1900)
- Генерал-лейтенант (11 вересня 1903)
- Генерал кавалерії (27 січня 1908)
- Генерал-полковник (17 грудня 1914)
- Генерал-фельдмаршал (22 червня 1915)

## Нагороди
- Залізний хрест 2-го класу (2 листопада 1870)
- Пам'ятна військова медаль за кампанію 1970-71 із застібками «Верт», «Луаньї-Пупрі», «Ле-Ман», «Божансі-Краван», «Седан», «Орлеан» і «Бомон»
- Орден Генріха Лева
  - лицарський хрест 1-го класу (червень 1893)
  - командорський хрест 1-го класу (листопад 1899)
- Орден Альберта (Саксонія)
  - офіцерський хрест (серпень 1893)
  - командорський хрест 2-го класу (березень 1899)
  - командорський хрест 1-го класу (червень 1900)
  - великий хрест із золотою зіркою (червень 1912)
- Орден «За заслуги» (Баварія)
  - командорський хрест (до 1894)
  - великий командорський хрест (квітень 1901)
  - великий хрест (квітень 1912)
- Хрест «За вислугу років» (Пруссія) (1895)
- Дубове листя до Залізного хреста 2-го класу
- Столітня медаль (1897)
- Орден Червоного орла
  - 4-го класу
  - 3-го класу з бантом і королівською короною (вересень 1898)
  - 2-го класу з дубовим листям і королівською короною (18 січня 1901)
  - зірка до ордена 2-го класу (червень 1904)
  - 1-го класу з дубовим листям і королівською короною (27 січня 1908)
  - великий хрест з дубовим листям і королівською короною (27 січня 1910)
- Орден дому Ліппе, почесний хрест 
  - 3-го класу
  - 2-го класу (лютий 1899)
  - 1-го класу (січень 1900)
- Орден «Османіє»
  - 2-го класу (лютий 1899)
  - 1-го класу (3 грудня 1915)
  - зірка з діамантами (24 березня 1916)
- Орден Корони (Пруссія)
  - 3-го класу
  - 2-го класу (вересень 1899)
  - зірка до ордена 2-го класу (серпень 1902)
  - 1-го класу (27 січня 1906)
- Орден Вюртемберзької корони
  - командорський хрест (жовтень 1899)
  - великий хрест (листопад 1910)
- Орден Філіппа Великодушного, командорський хрест 2-го класу (жовтень 1899)
- Орден Святого Станіслава (Російська імперія)
  - 2-го ступеня із зіркою (листопад 1899)
  - 1-го ступеня (грудень 1902)
- Орден Франца Йосифа (Австро-Угорщина)
  - командорський хрест (до 1894)
  - великий хрест (червень 1900)
- Орден Церінгенського лева, командорський хрест 2-го класу з дубовим листям (до 1901)
- Орден Білого Сокола, командорський хрест із зіркою (червень 1901)
- Орден Грифа, великий командорський хрест (червень 1901)
- Орден Меджида 1-го класу (Османська імперія) (червень 1901)
- Королівський орден дому Гогенцоллернів
  - командорський хрест (вересень 1902)
  - зірка командора (10 вересня 1910)
  - великий командорський хрест із зіркою і мечами (10 травня 1915)
- Орден Святої Анни 1-го ступеня (Російська імперія) (грудень 1903)
- Пам'ятна відзнака Срібного весілля 1906
- Орден Заслуг герцога Петра-Фрідріха-Людвіга, почесний великий хрест (серпень 1910)
- Залізний хрест 1-го класу (17 вересня 1914)
- Pour le Mérite з дубовим листям
  - орден (27 листопада 1914)
  - дубове листя (3 або 14 червня 1915)
- Орден Леопольда (Австрія), великий хрест з військовою відзнакою (після 1914)
- Застібка зразка 1914 року до Залізного хреста 2-го класу (3 січня 1915)
- Орден дому Саксен-Ернестіне, великий хрест з мечами (27 січня 1915)
- Орден «За заслуги» (Вальдек) 1-го класу з мечами (30 березня 1915)
- Хрест «За військові заслуги» (Австро-Угорщина) 1-го класу з військовою відзнакою і діамантами
  - орден (6 травня 1915)
  - діаманти (28 листопада 1915)
- Військовий орден Максиміліана Йозефа, великий хрест (3 або 4 червня 1915)
- Орден Чорного орла із зіркою (28 серпня 1915)
  - З 21 січня 1921 року — канцлер ордену.
- Королівський угорський орден Святого Стефана, великий хрест (24 або 25 вересня 1915)
- Військовий орден Святого Генріха, лицарський хрест і командорський хрест 1-го класу (6 грудня 1915) — отримав 2 нагороди одночасно.
- Орден «За хоробрість» 1-го класу (Болгарія) (18 січня 1916)
- Орден Слави (Османська імперія) з діамантами (31 грудня 1916)
- Великий хрест Залізного хреста (9 січня 1917)
- Хрест Карла-Едуарда (26 квітня 1917)
- Військовий орден Марії Терезії, великий хрест (Австро-Угорщина) (26 березня 1918)
- Почесний хрест (Ройсс) 1-го класу з мечами
- Єрусалимський хрест
- Хрест «За військові заслуги» (Мекленбург-Шверін) 2-го і 1-го класу
- Ганзейський Хрест (Гамбург, Бремен і Любек)
- Військова медаль (Османська імперія)
- Орден «Святий Олександр», великий хрест з діамантами і мечами (Болгарія)
- Орден «За військові заслуги» (Болгарія), великий хрест з військовою відзнакою
- Почесний хрест ветерана війни з мечами

## Галерея

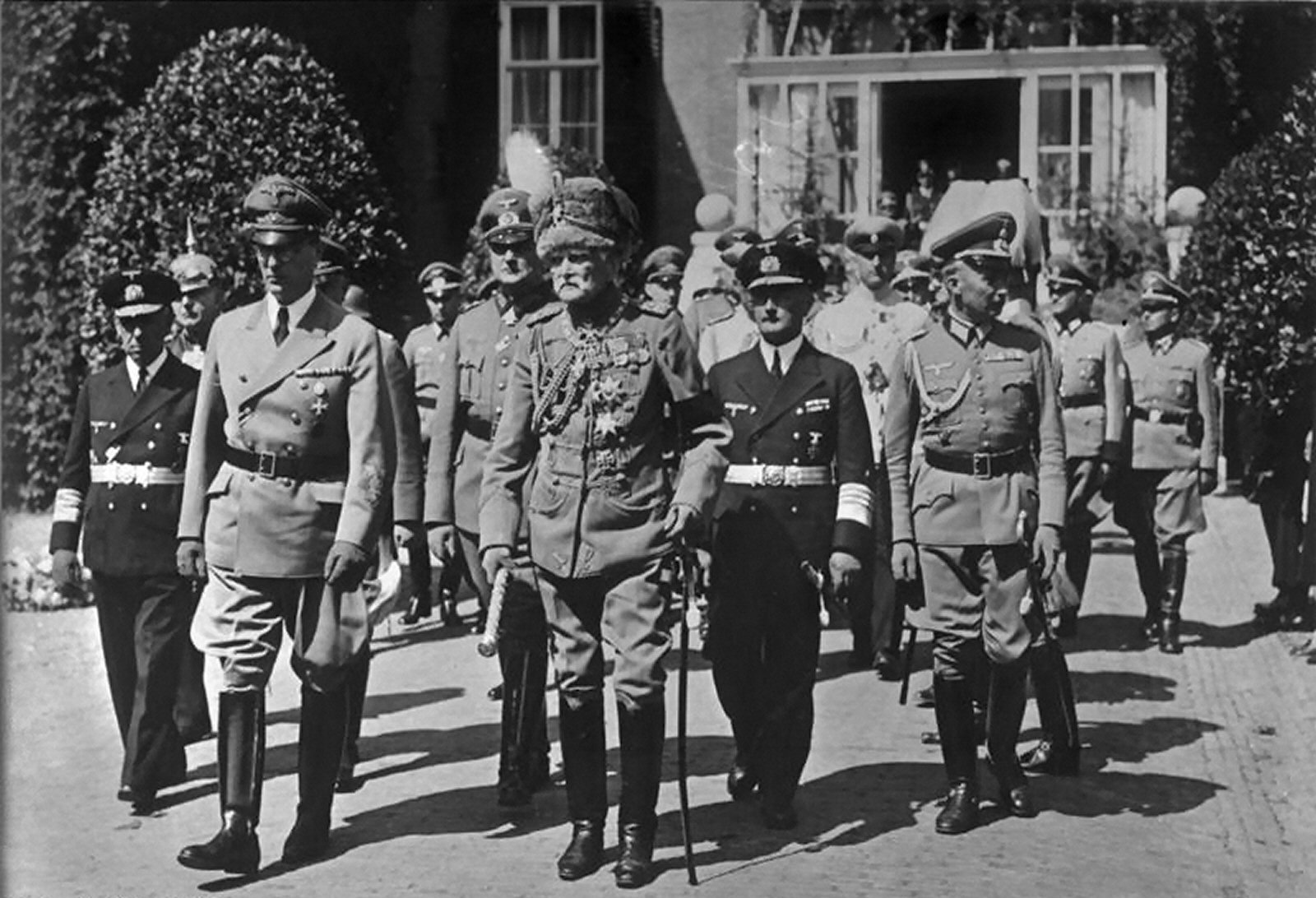
Макензен (в центрі) на похороні імператора Вільгельма (Нідерланди, 1941).